# Светско првенство у пливању 2024 — 200 м леђно за жене
Пливачке трке у дисциплини 200 метара леђним стилом за жене на Светском првенству у пливању 2024. одржане су 16. и 17. фебруара (квалификације и финале) као део програма Светског првенства у воденим спортовима. Трке су се одржавале у базену спортског комплекса Aspire Dome у катарском граду Дохи.
За трке у овој дисциплини биле су пријављене 32 такмичарке из 28 земаља. Титулу светске првакиње освојила је репрезентативка Сједињених Држава Клер Курзан која је тако објединиле титуле светске првакиње у све три појединачне трке леђним стилом. Друга је била Аустралијанка Џеклин Баркли, док је бронза припала белоруској репрезентативки Анастасији Шкурдај која се такмичила као независни спортиста.

## Освајачи медаља
|                   | Резултат |                     | Резултат |                          | Резултат |
|                   |          |                     |          |                          |          |
| Клер Курзан (САД) | 2:05.77  | Џеклин Баркли (АУС) | 2:07.03  | Анастасија Шкурдај (БЛР) | 2:09.08  |

## Званични рекорди
Пре почетка такмичења званични рекорди у овој дисциплини су били следећи:
| Рекорд                         | Име                | Резултат | Место                  | Датум          |
| ------------------------------ | ------------------ | -------- | ---------------------- | -------------- |
| Светски рекорд СР              | Кејли Макион (АУС) | 2:03.14  | Сиднеј (Аустралија)    | 10. март 2023. |
| Рекорд светских првенстава РПр | Реган Смит (АУС)   | 2:03.35  | Квангџу (Јужна Кореја) | 26. јул 2019.  |

## Резултати квалификација
За такмичење у тркама на 200 метара леђним стилом за жене биле су пријављене 32 такмичарке из 28 земаља, а свака од земаља имала је право на максимално две представнице у овој дисциплини. Пливало се у 4 квалификационе групе, а пласман у полуфинале остварило је 16 пливачица са најбољим резултатима квалификација. Квалификационе трке су пливане 16. фебруара са почетком од 9.52 по локалном времену.
| Пл. | Група | Стаза | Пливачица            | Репрезентација   | Време   | Нап. |
| --- | ----- | ----- | -------------------- | ---------------- | ------- | ---- |
| 1.  | 4     | 4     | Клер Курзан          | Сједињене Државе | 2:10.50 | КВ   |
| 2.  | 2     | 4     | Џеклин Баркли        | Аустралија       | 2:10.82 | КВ   |
| 3.  | 2     | 2     | Габријела Георгијева | Бугарска         | 2:10.86 | КВ   |
| 4.  | 4     | 5     | Естер Сабо Фелтоти   | Мађарска         | 2:10.95 | КВ   |
| 5.  | 4     | 3     | Анастасија Шкурдај   | Белорусија*      | 2:11.34 | КВ   |
| 6.  | 3     | 6     | Дора Молнар          | Мађарска         | 2:11.35 | КВ   |
| 7.  | 3     | 5     | Лаура Бернат         | Пољска           | 2:11.51 | КВ   |
| 8.  | 2     | 5     | Адела Пискорска      | Пољска           | 2:11.65 | КВ   |
| 9.  | 3     | 2     | Анастасија Горбенко  | Казахстан        | 2:11.78 | КВ   |
| 10. | 4     | 7     | Суен Мингсја         | Кина             | 2:11.79 | КВ   |
| 11. | 3     | 4     | Фреја Колберт        | Велика Британија | 2:12.08 | КВ   |
| 12. | 4     | 6     | Африка Заморано      | Шпанија          | 2:12.55 | КВ   |
| 13. | 2     | 3     | Лајла Богнар         | Сједињене Државе | 2:12.56 | КВ   |
| 14. | 2     | 6     | Ингрид Вилм          | Канада           | 2:12.67 | КВ   |
| 15. | 4     | 2     | Синди Чеунг          | Хонгконг         | 2:13.11 | КВ   |
| 16. | 3     | 7     | Хана Пирс            | Јужна Африка     | 2:13.26 | КВ   |
| 17. | 2     | 7     | Марија Годен         | Ирска            | 2:13.30 |      |
| 18. | 3     | 3     | Камила Ребело        | Португалија      | 2:13.33 |      |
| 19. | 3     | 1     | Ксенија Игнатова     | Казахстан        | 2:14.22 |      |
| 20. | 4     | 1     | Кристен Романо       | Порторико        | 2:14.46 |      |
| 21. | 4     | 8     | Чуа Сјанди           | Филипини         | 2:15.01 |      |
| 22. | 2     | 1     | Ким Сеунгвон         | Јужна Кореја     | 2:17.16 |      |
| 23. | 2     | 8     | Јања Шегел           | Словенија        | 2:17.31 |      |
| 24. | 2     | 0     | Селина Маркез        | Салвадор         | 2:18.69 |      |
| 25. | 3     | 8     | Алексија Сотомајор   | Перу             | 2:20.05 |      |
| 26. | 4     | 0     | Наталија Зајтева     | Молдавија        | 2:20.07 |      |
| 27. | 3     | 0     | Каролина Кармељи     | Панама           | 2:20.33 |      |
| 28. | 4     | 9     | Андреа Бакали        | Куба             | 2:21.54 |      |
| 29. | 1     | 4     | Аријана Диркцвагер   | Лаос             | 2:24.69 |      |
| 30. | 1     | 5     | Џесика Хамфри        | Намибија         | 2:26.07 |      |
| 31. | 3     | 9     | Ганга Сенавиратне    | Шри Ланка        | 2:29.23 |      |
| 32. | 1     | 3     | Ајнура Примова       | Туркменистан     | 2:33.02 |      |

## Полуфинала
Полуфиналне трке су пливане 16. фебруара у вечерњем делу програма, са почетком од 19.20 сати по локалном времену.
| Пл. | Стаза | Пливачица | Репрезентација       | Време            | Нап.    |       |
| --- | ----- | --------- | -------------------- | ---------------- | ------- | ----- |
| 1.  | 2     | 4         | Клер Курзан          | Сједињене Државе | 2:07.01 | КВ    |
| 2.  | 1     | 4         | Џеклин Баркли        | Аустралија       | 2:08.85 | КВ    |
| 3.  | 1     | 5         | Естер Сабо Фелтоти   | Мађарска         | 2:09.42 | КВ    |
| 4.  | 2     | 3         | Анастасија Шкурдај   | Белорусија*      | 2:09.76 | КВ    |
| 5.  | 2     | 5         | Габријела Георгијева | Бугарска         | 2:09.95 | КВ НР |
| 6.  | 2     | 6         | Лаура Бернат         | Пољска           | 2:10.00 | КВ    |
| 7.  | 1     | 3         | Дора Молнар          | Мађарска         | 2:10.31 | КВ    |
| 8.  | 2     | 7         | Фреја Колберт        | Велика Британија | 2:10.67 | КВ    |
| 9.  | 2     | 2         | Анастасија Горбенко  | Казахстан        | 2:10.94 |       |
| 10. | 2     | 1         | Лајла Богнар         | Сједињене Државе | 2:11.26 |       |
| 11. | 1     | 7         | Африка Заморано      | Шпанија          | 2:11.44 |       |
| 12. | 1     | 6         | Адела Пискорска      | Пољска           | 2:11.57 |       |
| 13. | 1     | 1         | Ингрид Вилм          | Канада           | 2:11.88 |       |
| 14. | 1     | 2         | Суен Мингсја         | Кина             | 2:12.07 |       |
| 15. | 1     | 8         | Хана Пирс            | Јужна Африка     | 2:13.29 |       |
| 16. | 2     | 8         | Синди Чеунг          | Хонгконг         | 2:13.85 |       |

## Финале
Финална трка је пливана 17. фебруара са почетком од 19.16 часова по локалном времену.
| Пл. | Стаза | Пливачица            | Репрезентација   | Време   | Нап. |
| --- | ----- | -------------------- | ---------------- | ------- | ---- |
|     | 4     | Клер Курзан          | Сједињене Државе | 2:05.77 |      |
| 2   | 5     | Џеклин Баркли        | Аустралија       | 2:07.03 |      |
| 3   | 6     | Анастасија Шкурдај   | Белорусија*      | 2:09.08 |      |
| 4.  | 3     | Естер Сабо Фелтоти   | Мађарска         | 2:09.76 |      |
| 5.  | 7     | Лаура Бернат         | Пољска           | 2:09.92 |      |
| 6.  | 2     | Габријела Георгијева | Бугарска         | 2:10.11 |      |
| 7.  | 1     | Дора Молнар          | Мађарска         | 2:11.01 |      |
| 8.  | 8     | Фреја Колберт        | Велика Британија | 2:11.22 |      |